# Заклади вищої освіти Миколаївської області
Станом на 06.07.2012 р. мережа вищої освіти[недоступне посилання з липня 2019] Миколаївської області була представлена 42-ма закладами вищої освіти (ЗВО):  
- 17 ЗВО III-IV рівнів акредитації, з них: 4 державних, 1 приватний, 10 відокремлених структурних підрозділів (інститути, філії, центри, пункти, факультети тощо, з яких 7 державних, 3 приватних) та 2 інститути післядипломної освіти, 3 вищих навчальних заклади, яким надано статус національного. 10 ВНЗ III-IV рівнів акредитації знаходяться у м. Миколаєві;
- 21 заклади вищої освіти І-ІІ рівня акредитації, з них: 11 — державних, 4 — приватних, 6 — комунальних. 11 ВНЗ І-ІІ рівнів акредитації знаходяться у м. Миколаєві;
- 4 вищих професійних училища (всі розташовані у м. Миколаєві).

У 2011-2012 навчальному році[недоступне посилання з липня 2019] навчальний процес у вищих навчальних закладах I-IV рівнів акредитації забезпечувало понад 3,5 тис. науково-педагогічних працівників, у тому числі 160 докторів наук, 151 професор, 829 кандидатів наук, 712 доцентів.

## Історія вищої освіти на Миколаївщині
Університетським містом планував зробити Миколаїв ще царський уряд. Поразка Росії в Кримській війні значно підірвала економічну базу м. Миколаєва.  Через заборону для Росії тримати на Чорному морі військово-морський флот різко скоротилось будівництво суден. Закривались морські установи.

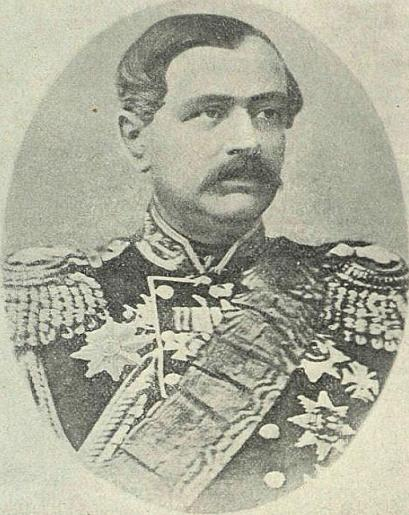
Адмірал Борис Олександрович фон Глазенап

В такій важкій ситуації адмірал Борис Олександрович фон Глазенап (головний командир Миколаївського порту і воєнний губернатор м. Миколаєва) висловив пропозицію про відкриття в Миколаєві вищого навчального закладу на базі «обмертвілих» корпусів адміралтейства, майстерень та інших колишніх приміщень військово-морського призначення. Новостворюваний навчальний заклад міг би також використовувати книжковий фонд перебазованої до Миколаєва Севастопольської бібліотеки, обсерваторію та приміщення морського шпиталю. 
|  | Адмірал Глазенап доводив, що власне матеріальна частина, необхідна для університету, в Миколаєві вся є готовою; і цей університет одержав би у Миколаєві навіть те, чим зазвичай університети, що відкриваються, облаштовуються з часом, — іноді через десять, двадцять років (Г. М. Ґе). |

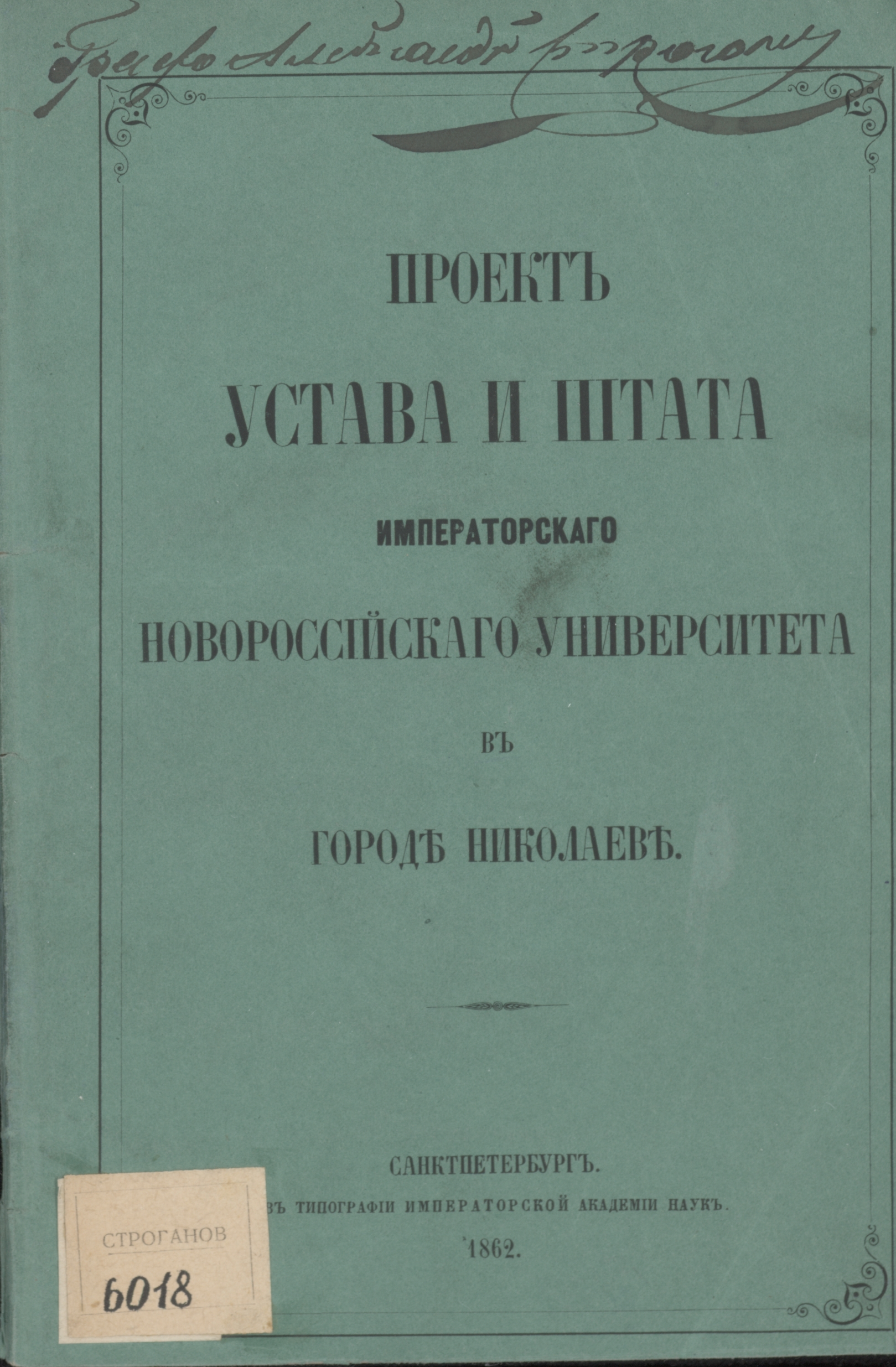
Проект статуту і штатного розкладу новостворюваного університету

Урядова комісія, створена Міністерством народної освіти для вивчення реальної обстановки на місці та складання проекту Статуту і штатного розкладу новостворюваного університету, у 1862 р. направила до Санкт-Петербургу повідомлення, в якому зазначалося, що цей край і місто Миколаїв дуже потребує вищого навчального закладу і Миколаївський університет зможе успішно продовжити традиції довготривалого існування інших університетів, які пишаються і багатством, і науковими досягненнями, і славою своїх викладачів, а також вихованців.
У цьому ж 1862 р. за редакцією заступника попечителя Харківського навчального округу К.Фойгта був підготовлений проект статуту університету для Миколаєва, але в цьому проекті зазначалось, що оскільки університет у Миколаєві готував би кадри для всієї наново освоюваної території колишніх козацьких вольностей і таврійського степу, то він повинен називатися Новоросійським. У зв'язку з тим, що новостворюваний університет хотів взяти під свою опіку сам цар Олександр II, то його пропонувалося іменувати Імператорським.
В університеті передбачалося відкриття трьох факультетів: історико-філологічного з відділами слов'яно-російської, стародавньо-класичної й східної словесностей та історичної науки; фізико-математичного з відділами математичних, природничих наук, техніко-грономічним (із вивченням комерційної справи); юридичного із спеціалізаціями з цивільного, адміністративного та міжнародного права.
На 38 кафедрах повинні були працювати близько 150 викладачів.
Крім цього, на загальноуніверситетській кафедрі богослужіння повинні бути спеціалісти для читання на всіх факультетах церковної історії, а на юридичному факультеті — церковного законознавства. Всі викладачі вважалися б державними службовцями, яким би присвоювалися відповідні ранги.
Кожний студент повинен був сплачувати за навчання щорічно по 40 рублів. Але нужденні студенти мали право на пільги. Від сплати за навчання звільнялися б також діти професорсько-викладацького складу університету та вчителів і вихователів, які працюють у системі Міністерства народної освіти. Окрім цього, студенти-відмінники могли розраховувати на отримання щорічної стипендії в розмірі 200 рублів із державної скарбниці. Але всі стипендіати після закінчення університету мусили відпрацьовувати за розподіленням стільки, скільки років отримував стипендію.

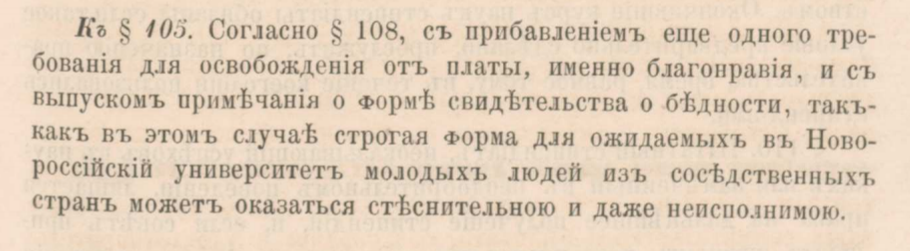
Про пільгове навчання в Проекті Статуту університету

Так сталося, що в ході обговорення даного проекту одеські чиновники та міщани, а насамперед тодішній попечитель Одеського навчального округу М. І. Пирогов, зуміли переконати урядові кола про доцільність відкриття такого університету не в Миколаєві, а в Одесі, що й було зроблено у 1865 р..
У Миколаєві ж були відкриті чоловіча гімназія з пансіоном для дітей південних слов'ян, жіноча гімназія з прогімназією, повітове та ремісниче училища і 15 шкіл грамотності.
Це не могло влаштувати адмірала Б. О. фон Глазенапа. Тому він висунув нову ініціативу про створення у Миколаєві політехнічного інституту із такими шістьма відділами (факультетами): механіко-технічним, будівельно-інженерним, суднобудівним, хіміко-технічним, гірничо-заводським та сільськогосподарським.
Цей новий проект також отримав схвалення у всьому південному краю. Багато земських установ і міських зібрань Херсонської та інших губерній висловили готовність про фінансову підтримку майбутнього політехнічного вищого навчального закладу.

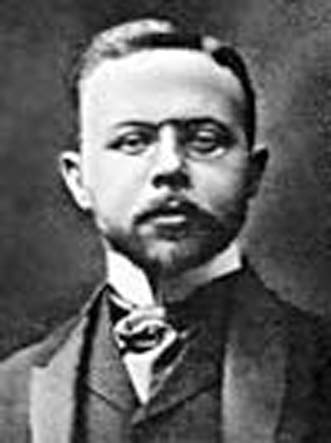
Барон М. О. Таубе

Але, у 1871 р. адмірала Глазенапа було призначено членом Адміралтейської ради і переведено з Миколаєва до Санкт-Петербургу. Після цього відразу ж ідея про відкриття вищого технічного навчального закладу була перехоплена керівництвом Харкова, і у1872 р. було прийнято рішення про відкриття в Харкові технологічного інституту (нині Національний технічний університет «Харківський політехнічний інститут»).
Історію провідних закладІВ вищої освіти Миколаївської області можна рахувати з 1862 р., коли була відкрита портова реміснича школа, на місці якої у 1996 р. була створена Миколаївська філія Києво-Могилянської академії (зараз — ЧНУ імені Петра Могили), а також Олександрівська чоловіча гімназія, в будівлі якої у 1940 р. розташувався будівельний технікум (нині — Миколаївський будівельний коледж Київського національного університету будівництва і архітектури).
Історія Миколаївського національного аграрного університету починається у 1984 році, коли в м. Миколаєві було організовано філію Одеського сільськогосподарського інституту.
Базою для створення теперішнього Національного університету кораблебудування імені адмірала Макарова стало відкриття в Миколаєві з 1 липня 1902 року середнього механіко-технічного училища.
18 червня 1913 р. виконувач обов'язків Міністра освіти барон М. О. Таубе підписав наказ про відкриття Миколаївського учительського інституту для підготовки викладачів прогімназій і вищих початкових училищ, на базі якого створений теперішній Миколаївський національний університет імені В. О. Сухомлинського.
Серед коледжів, технікумів і вищих училищ обласного центру найстарішими є:
- Вище медичне училище (нині — Миколаївський базовий медичний коледж) — найстаріший навчальний заклад на Півдні Україні по підготовці медичних кадрів. Його родовід розпочинається у 1875 р., з відкриттям фельдшерської школи при військовому шпиталі.
- Миколаївський технікум залізничного транспорту ім. академіка В. М. Образцова, історія якого розпочалася в 1864 р., коли було створено училище при Харківсько-Миколаївській залізниці;
- Миколаївське імператорське музичне училище (зараз — Миколаївське державне вище музичне училище), яке існує з 1990 р.[13].

Вищі навчальні заклади І та ІІ рівнів акредитації існують нині й у інших містах Миколаївщини: Вознесенську, Первомайську, Новому Бузі, Південноукраїнську та в смт. Мигія.

## Заклади вищої освіти ІІІ-IV рівнів акредитації

### м. Миколаїв

#### Державні ВНЗ
| Назва навчального закладу | Адреса вебсайту вищого навчального закладу                                          | Адреса                                      |  |
| --- | ----------------------------------------------------------------------------------- | ------------------------------------------- |  |
| Миколаївське відділення Навчально-наукового інституту заочного та дистанційного навчання Національної академії внутрішніх справ | http://www.naiau.kiev.ua/ nnizdn_site                                               | м. Миколаїв, вул. Морехідна, 2              |  |
| Миколаївський інститут права Національного університету «Одеська юридична академія»                                             | http://onua.edu.ua/index.php [Архівовано 11 квітня 2013 у Wayback Machine.]         | м. Миколаїв, вул. Генерала Карпенка, 18     |  |
| Миколаївський національний аграрний університет                                                                                 | http://www.mnau.edu.ua [Архівовано 2 січня 2018 у Wayback Machine.]                 | м. Миколаїв, вул. Паризької комуни, 9       |  |
| Миколаївський національний університет імені В.О.Сухомлинського                                                                 | http://www.mdu.edu.ua [Архівовано 7 березня 2013 у Wayback Machine.]                | м. Миколаїв, вул. Нікольська, 24            |  |
| Миколаївська філія Київського національного університету культури і мистецтв                                                    | https://web.archive.org/web/20180622194211/http://nfknuki.mk.ua/                    | м. Миколаїв, вул. Декабристів, 17           |  |
| Навчально-консультаційний пункт Луганського державного університету внутрішніх справ імені Е.О. Дідоренка в місті Миколаєві     | https://web.archive.org/web/20181003110048/http://lduvs.mk.ua/page/Головна_id1.html | м. Миколаїв, вул. Лагерне поле, 5           |  |
| Національний університет кораблебудування імені адмірала Макарова                                                               | http://www.nuos.edu.ua [Архівовано 3 жовтня 2019 у Wayback Machine.]                | м. Миколаїв, проспект Героїв Сталінграда, 9 |  |
| Південна академія підвищення кваліфікації кадрів Мінпромполітики України                                                        |                                                                                     | м. Миколаїв, вул. Логовенка, 2              |  |
| Чорноморський національний університет імені Петра Могили                                                                       | http://www.chdu.edu.ua [Архівовано 21 серпня 2018 у Wayback Machine.]               | м. Миколаїв, вул. 68 Десантників, 10        |  |

#### Комунальні ВНЗ
| Назва навчального закладу                                          | Адреса вебсайту вищого навчального закладу                              | Адреса                            |  |
| ------------------------------------------------------------------ | ----------------------------------------------------------------------- | --------------------------------- |  |
| Миколаївський обласний інститут післядипломної педагогічної освіти | http://www.moippo.mk.ua [Архівовано 17 березня 2022 у Wayback Machine.] | м. Миколаїв, вул. Адміральська, 4 |  |

#### Приватні ВНЗ
| Назва навчального закладу | Адреса вебсайту вищого навчального закладу                                 | Адреса                          |  |
| --- | -------------------------------------------------------------------------- | ------------------------------- |  |
| Миколаївський міжрегіональний інститут розвитку людини вищого навчального закладу "Відкритий міжнародний університет розвитку людини «Україна»                                            | http://mmirl.edu.ua [Архівовано 28 грудня 2021 у Wayback Machine.]         | м. Миколаїв,вул. Котельна, 2    |  |
| Міжнародний технологічний університет "Миколаївська політехніка" | http://mpi.mk.ua [Архівовано 21 травня 2013 у Wayback Machine.]            | м. Миколаїв, вул. Робоча, 2а    |  |
| Миколаївська філія приватного вищого навчального закладу «Європейський університет» | http://mikolaiv.e-u.in.ua [Архівовано 1 червня 2022 у Wayback Machine.]    | м. Миколаїв, вул. Морехідна, 2а |  |
| Південнослов'янський інститут Київського славістичного університету (у 2012 році під своєю назвою увійшов у структуру Миколаївського національного університету імені В.О.Сухомлинського) | https://web.archive.org/web/20130318123443/http://mdu.edu.ua/cats/view/116 | м. Миколаїв, вул. Логовенка,2   |  |

### Миколаївська область

##### м. Первомайськ
| Назва навчального закладу                                                                                 | Адреса вебсайту вищого навчального закладу                           | Адреса                                                       |   |
| --- | -------------------------------------------------------------------- | ------------------------------------------------------------ | - |
| Первомайський інститут Одеського національного університету імені І. І. Мечнікова                         | http://onu.edu.ua/uk/structure/ institutes/pervomay_inst             | Миколаївська обл., м. Первомайськ, вул. 40-років Перемоги, 4 |   |
| Первомайський навчально-консультаційний центр Харківського державного університету харчування та торгівлі | http://hduht.edu.ua/ default.files/def_sr.htm                        | Миколаївська обл., м. Первомайськ, вул. Островського,39      |   |
| Первомайський політехнічний інститут Національного університету кораблебудування імені адмірала Макарова  | http://www.ppi.net.ua [Архівовано 12 червня 2022 у Wayback Machine.] | Миколаївська обл., м. Первомайськ, вул. Одеська, 107         |   |
| Первомайська філія медичного коледжу "Монада"                                                             | http://monada.mk.ua/ [Архівовано 2 лютого 2016 у Wayback Machine.]   | Миколаївська обл., м. Первомайськ, вул. Корбельна, 4-А       | , |

## Заклади вищої освіти I–II рівнів акредитації

### м. Миколаїв

#### Державні ВНЗ
| Назва навчального закладу                                                                        | Адреса вебсайту вищого навчального закладу                              | Адреса                                |  |
| ------------------------------------------------------------------------------------------------ | ----------------------------------------------------------------------- | ------------------------------------- |  |
| Державний вищий навчальний заклад «Миколаївський політехнічний коледж»                           | https://web.archive.org/web/20171211224945/http://mpc.org.ua/           | м. Миколаїв, вул. Нікольська, 11      |  |
| Миколаївська філія Національної академії статистики, обліку та аудиту                            | https://web.archive.org/web/20140715065207/http://www.dasoa.edu.ua/     | м. Миколаїв,вул.Інженерна, 13         |  |
| Миколаївський будівельний коледж Київського національного університету будівництва і архітектури | http://mbk.mk.ua [Архівовано 25 травня 2022 у Wayback Machine.]         | м. Миколаїв,вул. 1-А Слобідська, 2    |  |
| Миколаївський державний коледж економіки та харчових технологій                                  | http://mdkeht.at.ua [Архівовано 30 травня 2022 у Wayback Machine.]      | м. Миколаїв, пр. Миру, 18             |  |
| Миколаївський технікум залізничного транспорту імені академіка В. М. Образцова                   | http://www.mtzt.mksat.net [Архівовано 8 травня 2021 у Wayback Machine.] | м. Миколаїв, вул. Пушкінська, 71      |  |
| Коледж Миколаївського національного університету ім. В. О. Сухомлинського                        | http://www.mdu.edu.ua [Архівовано 7 березня 2013 у Wayback Machine.]    | м.Миколаїв, вул. Нікольська, 24       |  |
| Технолого-економічний коледж Миколаївського національного аграрного університету                 | http://www.mdau.mk.ua [Архівовано 17 серпня 2019 у Wayback Machine.]    | м. Миколаїв, вул. Паризької комуни, 9 |  |

#### Комунальні ВНЗ
| Назва навчального закладу                   | Адреса вебсайту вищого навчального закладу                             | Адреса                              |  |
| ------------------------------------------- | ---------------------------------------------------------------------- | ----------------------------------- |  |
| Миколаївське вище училище фізичної культури | https://web.archive.org/web/20180905111708/http://vufk.tender.mk.ua/   | м. Миколаїв, вул. Чигирина, 41      |  |
| Миколаївське державне вище музичне училище  | http://muzilishe.org [Архівовано 25 грудня 2018 у Wayback Machine.]    | м. Миколаїв, вул. Севастопільська,2 |  |
| Миколаївський базовий медичний коледж       | http://medcollege.mk.ua [Архівовано 27 травня 2022 у Wayback Machine.] | м. Миколаїв, вул. Космонавтів, 79/1 |  |
| Миколаївський коледж культури і мистецтв    | https://web.archive.org/web/20160422025242/http://nikkk.com.ua/        | м. Миколаїв, вул.Фалєєвська, 5      |  |

#### Приватні ВНЗ
| Назва навчального закладу                                                                                                  | Адреса вебсайту вищого навчального закладу                           | Адреса                         |  |
| --- | -------------------------------------------------------------------- | ------------------------------ |  |
| Коледж преси та телебачення                                                                                                | http://www.kptv.in.ua [Архівовано 31 травня 2022 у Wayback Machine.] | м. Миколаїв, вул. Даля, 11-А   |  |
| Миколаївський коледж бізнесу і права вищого навчального закладу УКООПСПІЛКИ «Полтавський університет економіки і торгівлі» | http://mtecc.at.ua [Архівовано 3 червня 2022 у Wayback Machine.]     | м. Миколаїв, проспект Миру, 20 |  |

### Миколаївська область

#### Державні ВНЗ

##### м. Вознесенськ
| Назва навчального закладу                                                | Адреса вебсайту вищого навчального закладу                         | Адреса                                              |  |
| ------------------------------------------------------------------------ | ------------------------------------------------------------------ | --------------------------------------------------- |  |
| Вознесенський коледж Миколаївського національного аграрного університету | http://vkmdau.inf.ua [Архівовано 8 квітня 2022 у Wayback Machine.] | Миколаївська обл., м. Вознесенськ, вул. Леніна, 100 |  |

##### м. Новий Буг
- Новобузький коледж Миколаївського національного аграрного університету

##### м. Первомайськ
- Первомайський політехнічний коледж Первомайського політехнічного інституту Національного університету кораблебудування імені адмірала Макарова

##### Первомайський район
| Назва навчального закладу                                             | Адреса вебсайту вищого навчального закладу                           | Адреса                                                              |  |
| --------------------------------------------------------------------- | -------------------------------------------------------------------- | ------------------------------------------------------------------- |  |
| Мигійський коледж Миколаївського національного аграрного університету | http://www.mdau.mk.ua [Архівовано 17 серпня 2019 у Wayback Machine.] | Миколаївська обл., Первомайський район, с. Мигія, вул. Радгоспна, 1 |  |

#### Комунальні ВНЗ

##### м. Новий Буг
| Назва навчального закладу                                             | Адреса вебсайту вищого навчального закладу                        | Адреса                                                 |  |
| --------------------------------------------------------------------- | ----------------------------------------------------------------- | ------------------------------------------------------ |  |
| Комунальний вищий навчальний заклад «Новобузький педагогічний коледж» | https://web.archive.org/web/20110327062332/http://npc.webhop.org/ | Миколаївська обл., м. Новий Буг, вул. Червона площа, 4 |  |

##### м. Первомайськ
- Первомайський медичний коледж

#### Приватні

##### м. Первомайськ
| Назва навчального закладу                                                                                                 | Адреса вебсайту вищого навчального закладу | Адреса                                                     |  |
| --- | ------------------------------------------ | ---------------------------------------------------------- |  |
| Первомайська філія приватного вищого навчального закладу «Кіровоградський інститут регіонального управління та економіки» |                                            | Миколаївська обл., м. Первомайськ, вул.Кам'яномостівська 5 |  |
| Первомайська філія ТОВ "Медичний коледж «Монада»"                                                                         | http://www.monada.lviv.ua                  | Миколаївська обл., м. Первомайськ, вул. Корабельна, 4а     |  |

## Інші ВНЗ

### м. Миколаїв

#### Державні ВНЗ
| Назва навчального закладу                                  | Адреса вебсайту вищого навчального закладу                                    | Адреса                              |  |
| ---------------------------------------------------------- | ----------------------------------------------------------------------------- | ----------------------------------- |  |
| Вище професійне училище № 21 м. Миколаєва                  | http://vpu21.elitno.net [Архівовано 22 жовтня 2018 у Wayback Machine.]        | м. Миколаїв, вул. Садова, 31/2      |  |
| Вище професійне училище №7 м. Миколаєва                    | https://web.archive.org/web/20120805041812/http://vpu7.hmarka.net/            | м. Миколаїв, вул. Ватутіна, 275     |  |
| Вище професійне училище суднобудування                     | https://web.archive.org/web/20160305120045/http://vpu-shipbuild.tender.mk.ua/ | м. Миколаїв, вул. Айвазовського, 6А |  |
| Миколаївське вище професійне училище технологій та дизайну | http://vpu.mk.ua [Архівовано 5 червня 2022 у Wayback Machine.]                | м. Миколаїв, вул. Потьомкінська, 37 |  |